# Calamaria joloensis
Calamaria joloensis är en ormart som beskrevs av Taylor 1922. Calamaria joloensis ingår i släktet Calamaria och familjen snokar. IUCN kategoriserar arten globalt som otillräckligt studerad. Inga underarter finns listade.
Arten förekommer på några av Suluöarna (bland annat Joloön) och Tawi-Tawi öarna i sydvästra Filippinerna. Honor lägger ägg.